# Kim Sonne-Hansen
Kim Sonne-Hansen (* 23. Juni 1992 in Skjern) ist ein dänischer Handballspieler.

## Karriere
Kim Sonne-Hansen wechselte im Jahr 2012 von Team Tvis Holstebro zum dänischen Zweitligisten Stoholm Håndbold. Nachdem der Handballtorwart ein Jahr das Tor von Stoholm Håndbold hütete, unterschrieb er einen Vertrag beim Erstligisten Skive fH. In der Saison 2013/14 wurde er 24 mal eingesetzt und parierte insgesamt 75 von 255 Würfen. Im Sommer 2014 schloss er sich dem THW Kiel an. Beim THW Kiel gehörte er dem Kader der 2. Mannschaft sowie der 1. Mannschaft an. Mit dem THW gewann er 2015 die deutsche Meisterschaft. Ab dem Sommer 2015 stand er bei GWD Minden unter Vertrag. Zur Saison 2019/20 wechselte er zum französischen Verein C’ Chartres Métropole handball. Nachdem er zu Beginn der Saison 2021/22 das Tor des dänischen Erstligisten Ribe-Esbjerg HH hütete, wechselte er im Januar 2022 zum deutschen Bundesligisten HC Erlangen. Nach zehn Monaten verließ er den HC Erlangen und schloss sich dem Fredericia Håndboldklub in Dänemark an. In der Saison 2023/24 stand er beim HC Midtjylland unter Vertrag. Anschließend wechselte er zum Zweitligisten Lemvig-Thyborøn Håndbold.
Kim Sonne-Hansen bestritt zwölf Länderspiele für die dänische Jugend-Nationalmannschaft. Sein einziges Länderspiel in der dänischen A-Nationalmannschaft bestritt er am 20. Juni 2015 gegen Polen.